# 有竹修二
有竹 修二（ありたけ しゅうじ、1902年5月2日 - 1976年6月3日）は、日本のジャーナリスト。
兵庫県出身。慶應義塾大学卒。1926年朝日新聞社に入社。1942年論説委員となり「神風賦」(「天声人語」の前身)を担当。1946年時事新報に移り、編集局長などをへて常務。のち産業経済新聞論説委員。政治家伝記を書いたほか、講談にも造詣が深かった。

## 著書
- 『歴代逓相の横顔』交通経済社出版部 1940。全国書誌番号:46068773、NCID BN14467397。
- 『昭和財政家論』大蔵財務協会 1949。全国書誌番号:49004934、NCID BN12136901。
- 『昭和経済側面史』河出書房 1952。全国書誌番号:53001313、NCID BN0307010X。
- 『新関東風土記』関東史蹟会 1954。全国書誌番号:73021393、NCID BA30268811。
- 『武蔵野漫歩』奥武蔵研究会 1955。全国書誌番号:56008499、NCID BB04227450。
- 『齋藤實』時事通信社「三代宰相列伝」 1958。全国書誌番号:58012458、NCID BN06309903。新装版・同〈日本宰相列伝14〉 1986。
- 『前田米蔵伝』前田米蔵伝記刊行会 1961。全国書誌番号:62002940、NCID BN05379470。
- 『武藤山治』時事通信社 一業一人伝　1962。全国書誌番号:62007350、NCID BN15335085
- 『昭和大蔵省外史』昭和大蔵省外史刊行会 1967-1969。全国書誌番号:67006000、NCID BN02132008。
- 『昭和の宰相』朝日新聞社 1967。全国書誌番号:67003602、NCID BN04750289。
- 『野村秀雄』野村秀雄伝記刊行会 1967。全国書誌番号:67008748
- 『政治と金と事件と』経済往来社 1970。全国書誌番号:73002054、NCID BN05525368。
- 『講談・伝統の話芸』朝日新聞社 1973。全国書誌番号:75050493、NCID BN06368356。
- 『吉野信次』吉野信次追悼録刊行会 (通商産業調査会内)1974。全国書誌番号:73006635、NCID BN0180339X。
- 『唐沢俊樹』唐沢俊樹伝記刊行会 1975。全国書誌番号:73012551、NCID BN01905119。

### 共編著
- 『財人秘話』筑井正義共編 河出新書　1955。全国書誌番号:55012628、NCID BA54138854。
- 『近代政治家伝 日本を築いた人びと』戸川猪佐武,中正雄共著 永田書房 1971。全国書誌番号:72004084、NCID BN13600265
- 『三和銀行の歴史』戸田豊,安田良和共著 三和銀行行史編纂室 1974。全国書誌番号:70015827、NCID BN01555301。
- 『荒木貞夫風雲三十年』編 芙蓉書房 1975。全国書誌番号:73016266、NCID BN01103194。

## 論文
- 有竹修二[2]